# Henri Mainié
Henri Mainié, francoski general, * 26. oktober 1889, Pariz, † 9. junij 1958, Neuilly-sur-Seine.